# イベリア半島の言語純化運動
イベリア半島の言語純化運動（イベリアはんとうのげんごじゅんかうんどう）は、レコンキスタ終了後に現在のスペインおよびポルトガルにおいて行われた、自国語のスペイン語、ポルトガル語の中に含まれるアラビア語、ペルシア語、ベルベル語由来の単語を追放する運動。イスラム色を払拭して両国がキリスト教国であることを明確にするために行われた。

## 経緯
イベロ・ロマンス語はその歴史的経緯から、極めて多くのアラビア語、ペルシア語、ベルベル語からの借用語を含んでおり、祖語であるラテン語からの乖離が著しかった。イベリア半島においてイスラム文化の威光が大きかった時期にはキリスト教徒も含めてほぼ全てのイベリア人がアラビア語を文明の言語として見なしたため、これらの特徴はむしろ歓迎された。
しかしレコンキスタが本格化し、キリスト教徒とイスラム教徒の関係が悪化するにつれ、キリスト教徒の側では自分たちの言語を「異教徒モーロの言葉に汚染されている」と考えるようになった。そのため、レコンキスタの終了後にはこのような「異教の要素」を取り除く純化運動が行われた。

## ポルトガルにおける言語純化
レコンキスタが早期に終了したポルトガルではアラブ＝イスラム文化の禁圧もすばやく、また徹底したものだった。現在のポルトガル語におけるアラビア語由来の要素は、結果としてスペイン語のそれよりずっと少ないものとなった。

## スペインにおける言語純化
スペインでは状況は複雑であった。イスラム教徒の多く住む南イベリアを支配下に置いたスペイン（カスティーリャ＝アラゴン）にとって、露骨な反イスラム政策は国家の土台を揺るがしかねない危険性をはらんでいた。最後のイスラーム国家グラナダ征服の際、スペインのカトリック両王はグラナダ国王との条約でイスラム教徒の文化を保護し、自分たちの国家はイスラム、キリスト両教徒の共存の上に成り立つことを約束した。
しかし、実際にはグラナダ陥落から間もなくイスラム文化への弾圧が始まり、それと共にカスティーリャ語から「けがれた異教徒の言葉」を取り除く運動が開始された。おりしもカスティーリャ語をラテン語と同じような文法の整備された文明の言葉とするための動きが学者たちによって行われていたこともあり、アラビア語系の語彙の追放は順調に進むかに思えた。しかしスペインにおいては弾圧にもかかわらず、イスラム教徒の努力によって17世紀半ばまでイスラム文化の伝統が存続し、アラビア語が保持されたため、自然と言語接触によって新たなアラビア語からの借用語すら取り入れられる始末であった。
結果的に、スペインが自国領土からアラビア語を完全に追放したのは18世紀になってからであった。また、スペイン語からのアラビア語要素の追放ははなはだ不十分な結果に終わっている。現在のスペイン語にもアラビア語の影響は強く、至る所でアラビア語起源の単語が見られる。